# Zeitgeist (The Smashing Pumpkins)
Zeitgeist è il primo album realizzato dagli Smashing Pumpkins dopo la rifondazione della band, registrato dai soli Corgan e Chamberlin. Il primo singolo estratto dall'album è Tarantula, mentre il secondo è stato That's The Way (My Love Is).

## Il disco
Dopo diversi anni di assenza ed esperienze soliste dei membri della band, tornano gli Smashing Pumpkins con un album costituito per metà da tracce prettamente rock e per metà da brani tendenti ad un pop sperimentale. Nella prima metà possono sicuramente venire inserite Doomsday Clock, comparsa nella colonna sonora del film live action Transformers (durante i titoli di coda), 7 Shades of Black, Tarantula (primo singolo dell'album) e Starz: in queste tracce vi è la possente presenza di chitarre distorte che si intrecciano all'inconfondibile voce di Billy Corgan. Nella seconda schiera possiamo trovare That's the Way (My Love Is), la ballata Neverlost e la sperimentale Pomp and Circumstances. Bene o male il sound classico della band viene mantenuto, e in alcune tracce vi è il ritorno al rock già ascoltato in album precedenti come Siamese Dream.
Pur non essendo un concept album, diversi temi ricorrenti vengono affrontati sia musicalmente che a livello di artwork per copertina e booklet. Il nome dell'album "Zeitgeist" significa "spirito del tempo" e il fatto che in copertina si veda la Statua della Libertà sommersa per metà spinge a pensare che secondo la band i tempi moderni non siano particolarmente rosei. Stessa idea si ha sfogliando il booklet, in cui compare l'ereditiera Paris Hilton seguita da un wrestler e da una imitazione macabra del presidente degli Stati Uniti d'America (somigliante alla classica immagine della morte). Infine, una bara aperta che contiene, tra l'altro, un basso (presumibilmente quello dell'ex bassista D'arcy Wretzky), chiude il set di fotografie.

## Tracce

### Edizione standard
1. Doomsday Clock - 3:44
2. 7 Shades of Black - 3:17
3. Bleeding the Orchid - 4:03
4. That's the Way (My Love Is) - 3:48
5. Tarantula - 3:51
6. Starz - 3:43
7. United States - 9:53
8. Neverlost - 4:20
9. Bring the Light - 3:40
10. (Come On) Let's Go! - 3:19
11. For God and Country - 4:24
12. Pomp and Circumstances - 4:21

Traccia bonus nell'edizione vinile viola
1. Zeitgeist - 2:49

### Riedizione
1. Doomsday Clock - 3:44
2. 7 Shades of Black - 3:17
3. Bleeding the Orchid - 4:03
4. That's the Way (My Love Is) - 3:48
5. Tarantula - 3:51
6. Starz - 3:43
7. United States - 9:53
8. Death from Above - 4:06
9. Bring the Light - 3:40
10. (Come On) Let's Go! - 3:19
11. Stellar - 6:22
12. Neverlost - 4:20
13. Ma Belle - 4:09
14. For God and Country - 4:24
15. Pomp and Circumstances - 4:21

## Formazione
- Billy Corgan - voce, chitarra
- Jeff Schroeder - chitarra
- Ginger Reyes - basso, cori
- Jimmy Chamberlin - batteria
- Lisa Harriton - tastiera, cori

## Classifiche
| Classifica (2007)         | Posizione massima |
| ------------------------- | ----------------- |
| Australia                 | 7                 |
| Austria                   | 8                 |
| Belgio (Fiandre)          | 6                 |
| Belgio (Vallonia)         | 8                 |
| Canada                    | 1                 |
| Danimarca                 | 14                |
| Finlandia                 | 11                |
| Francia                   | 24                |
| Germania                  | 7                 |
| Italia                    | 5                 |
| Norvegia                  | 14                |
| Nuova Zelanda             | 1                 |
| Paesi Bassi               | 7                 |
| Portogallo                | 7                 |
| Regno Unito               | 4                 |
| Spagna                    | 19                |
| Stati Uniti               | 2                 |
| Stati Uniti (alternative) | 1                 |
| Stati Uniti (hard rock)   | 1                 |
| Stati Uniti (rock)        | 1                 |
| Svezia                    | 15                |
| Svizzera                  | 5                 |